# Plouguerneau
Plouguerneau (en bretó Plouguerne) és un municipi francès, situat a la regió de Bretanya, al departament de Finisterre. L'any 2006 tenia 6.094 habitants. A l'inici del curs 2007 l'11,8% dels alumnes del municipi eren matriculats a la primària bilingüe. El consell municipal ha aprovat la carta Ya d'ar brezhoneg.

## Demografia
| 1962                                       | 1968  | 1975  | 1982  | 1990  | 1999  |
| ------------------------------------------ | ----- | ----- | ----- | ----- | ----- |
| 6.066                                      | 5.750 | 5.467 | 5.317 | 5.225 | 5.628 |
| Des de 1962: població sense dobles comptes |       |       |       |       |       |

## Administració
| Període | Identitat    | Partit                       |
| ------- | ------------ | ---------------------------- |
| 2001-   | André Lesven | Divers droite, després MoDem |